# Feeder (band)
Feeder is een Welshe rockband uit Newport, gevormd in 1991 door zanger Grant Nicholas, drummer Jon Lee en bassist Taka Hirose. In 1995 brachten ze hun eerste ep uit, Two Colours, deze opname bevatte 2 liedjes: "Chicken on a bone" en "Pictures of pain" en was enkel verkrijgbaar op de eerste optredens van de band en was gelimiteerd tot 2500 exemplaren.
In 1996 brachten ze hun tweede ep uit, getiteld Swim. De eerste uitgave van dit album in 1996 bevatte 6 liedjes, maar in 2001 werd een heruitgave uitgegeven met 11 liedjes. Van het muziekmagazine kreeg Swim 4/5.
Het album Polythene was het eerste volledige album van Feeder, uitgegeven in 1997. In 2005 werd Polythene tot 87 beste Britse rock album ooit gestemd door de lezers van kerrang!. De eerste single vanuit dit album was "Tangerine" en raakte tot plaats 60 in de Engelse hitlijsten. De tweede single "Cement" raakte tot plaats 53, het album zelf behaalde nummer 65. Twee andere singles werden nog uitgebracht: "Crash": nummer 48 en "High": nummer 24. In totaal werden 89.000 exemplaren van Polythene wereldwijd verkocht.
High zorgde voor de doorbraak in de Verenigde Staten, in 1998 toerde Feeder dan ook rond in de Verenigde Staten samen met Everclear.
In 2001 braken ze definitief door met het album Echo Park, dat door critici bij de 20 beste Britse albums wordt gerekend. In datzelfde jaar werden de fans opgeschrikt door de zelfmoord van drummer Jon Lee. Hij werd opgevolgd door Mark Richardson, de drummer van Skunk Anansie. Zanger Grant Nicholas bleef niet bij de pakken zitten en kwam terug met het album "Comfort In Sound". De daarop volgende jaren traden ze op in zomerfestivals, waaronder Rock Werchter. Na het album Comfort In Sound werden nog Pushing the Senses en Feeder the Singles (een verzamelalbum) uitgebracht.
In 2009 keerde Richardson terug naar het heropgerichte Skunk Anansie. Hij werd in 2010 vervangen door Karl Brazil.

## Bezetting
Huidige samenstelling
- Grant Nicholas - zang, gitaar
- Taka Hirose - basgitaar
- Karl Brazil - drums

Voormalige leden
- Mark Richardson - drums
- Jon Lee - drums

## Discografie

### Studioalbums
- Polythene (mei 1997)
- Yesterday went too soon, 1999
- Echo Park, 2001
- Comfort in Sound, 2002
- Pushing the Senses, 2005
- Silent Cry, 2008
- Renegades, juni
- Generation Freakshow, 2012
- All Bright Electric, 2016
- Tallulah, 2019
- Frail loops, 2021
- Torpedo, 2022
- Black/Red, 2024

### Ep's
- Two colours, 1995
- Swim, 1996
- iTunes live: London Festival '08 - ep, 2008
- Napster sessions ep, 2008

### Singles
- Stereo world (Swim)
- Tangerine (Polythene)
- Cement (Polythene)
- Crash (Polythene)
- High (Polythene)
- Suffocate (Polythene)
- Day in day out (Yesterday went too soon)
- Insomnia (Yesterday went too soon)
- Yesterday went too soon (Yesterday went too soon)
- Paperfaces (Yesterday went too soon)

- Buck Rogers (Echo Park)
- Seven Days in the Sun (Echo Park)
- Turn (Echo Park)
- Piece by Piece (Echo Park)
- Just a Day (Feeder, the singles)
- Come Back Around (Comfort in Sound)
- Just the Way I'm Feeling (Comfort in Sound)
- Forget About Tomorrow (Comfort in Sound)
- Find the Colour (Comfort in Sound)
- Comfort in Sound (Comfort in Sound)

- Tumble and Fall (Pushing the senses)
- Feeling a Moment (Pushing the senses)
- Pushing the Senses (Pushing the senses)
- Shatter/Tender (Pushing, the senses)
- Lost and Found (Feeder, the singles)
- Save us (Feeder, the singles)
- We Are The People (Feeder, Silent Cry)
- Tracing Lines/Silent Cry (Feeder, Silent Cry)
- Call Out (Feeder, Renegades)
- Renegades (Feeder, Renegades)